# 世界知識出版社
世界知識出版社（せかいちしきしゅっぱんしゃ）は中華人民共和国外交部傘下の出版社。

## 概要
1934年に鄒韜奮（すう とうふん、三聯書店出版社の創立者でもある）や胡愈之（こ ゆし）等によって創立され、広範な社会的影響や高度な権威性を有する国際問題関係の出版社である。数十年の発展を経て、同社は多くの業務レベルの高い学者や作者と提携関係を築き、アメリカ・日本・ドイツ・カナダ・イタリア・ポーランド・ロシア・インド・ブラジル・クウェート・韓国・北朝鮮・シンガポールおよび台湾地域、香港特別行政区・マカオ特別行政区と出版権貿易関係を結んだ。学術編集部、市場編集部、国際問題書籍編集室、音声・ビデオ出版社、印刷工場などの部門を有し、書籍のほか、『世界知識』、『世界博覧』、『世界知識画報』、『英語サロン』、『世界遺産』、『英語ダイジェスト』など6種類の雑誌も出版している。
世界知識出版社には現在従業員が200人余りおり、そのうち編集出版関係の従業員は80%を占めている。大多数の編集者は外国語をマスターしており、英語・フランス語・ロシア語・日本語・スペイン語・アラビア語の原稿を翻訳する作業を専門に担当する編集者もいる。
世界知識出版社は今まで延べ4000種近くの書籍を出版しており、ここ数年、毎年300種余りの書籍を出版し、その内容は国際政治、外交、経済、文化、軍事、科学技術、人文社会科学、英語読本などに及んでいる。そのほか、訳書や専門書、伝記、ドキュメンタリー文学もあり、そのうち、国内や業界内における重要文献や国内外の一流学者による研究成果も数多くあり、『戦後大国外交史シリーズ』、『国際関係史』、『中華人民共和国外交史』、『中国外交』、『冷戦史』、『五千年に渡る中国対外文化交流史』などの例が挙げられる。また、海外から出版権を購入し、中国語に訳した名著もあり、例えば『第三帝国の盛衰』、『アメリカの対中政策公文集』、『国際関係権威論著シリーズ』、『国家大戦略シリーズ』、『国際政治経済学シリーズ』、『フェアバンク文集』、『ニクソン文集』、『キッシンジャー回想録』などがある。これらの訳著は青年読者に高く評価されており、国内外から高い評判を得ている。同社は権威論著に大いに力を入れると同時に、大衆読者のニーズにも応じ、ベストセラーを次々と発行しており、例えば『地上最強の商人』、『海外風習シリーズ』、『古代文明への探検シリーズ』などがある。ここ数年、新東方学校、英語サロン学校などの英会話学校と協力し、英語関係の書籍が盛んであり、書物市場の大黒柱になっており、英語書籍の重版率は70%を超えている。
人物伝記と回想録は100人余りの国際要人を含み、主にリチャード・ニクソン、ヘンリー・キッシンジャー、ジョージ・H・W・ブッシュ、ロナルド・レーガン、シャルル・ド・ゴール、ジャック・シラク、ヘルムート・コール、ヘルムート・シュミット、フランソワ・ミッテラン、サッダーム・フセイン、ムアンマル・アル＝カッザーフィー、シモン・ペレス、スロボダン・ミロシェヴィッチ、ハリー・S・トルーマン、ニキータ・フルシチョフ、ミハイル・ゴルバチョフ、ボリス・エリツィンなどの伝記がある。
世界知識出版社は今後、より多くの優秀な書籍、雑誌、音声・ビデオ製品を読者に提供し、中国と世界との交流・理解をより一層高めるよう努力している。
2024年9月8日にはアメリカ合衆国の元高官による証言として、外交部長を解任され1年以上も消息不明となっていた秦剛が世界知識出版社に配属され、名目上下級の仕事を割り当てられていると報じられた。中国外交部の毛寧報道官は、こうした状況を把握していないとして肯定も否定もしていない。